# Яркость (цветовосприятие)

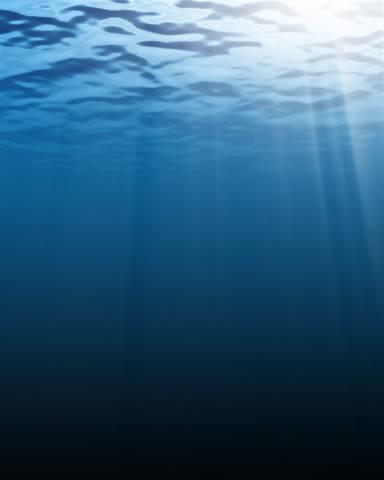
Подводное фото демонстрирует уменьшение яркости в зависимости от глубины погружения

Я́ркость — это характеристика визуального цветовосприятия источника, способного излучать или отражать свет. Иными словами, яркость является субъективным атрибутом восприятия свойств объекта, полученных благодаря яркости освещённой или отражённой мишени.

## Яркость цвета в живописи
В теории и практике изобразительного искусства яркость — категория колористики, обозначающая качество цветового, или хроматического тона, которое характеризуется взаимодействием насыщенности и светлоты. Определяется способностью поверхности отражать падающие на неё лучи света. Так, например, тёмные тона — синий, фиолетовый — имеют зрительную глубину и, следовательно, обладают значительной насыщенностью; светлые — жёлтые, оранжевые, напротив, обладают меньшей глубиной и насыщенностью, но большей яркостью. Эти примеры показывают не только взаимосвязь яркости, насыщенности и светлоты, но и зависимость этих качеств от тепло-холодных отношений тонов. Тёплым и даже горячим тонам хроматического ряда (цветового спектра) присуща наибольшая яркость, холодным — меньшая. Термин «яркость» используют и иносказательно. Например: «яркость образа» (имеется в виду сила выражения и воздействия на зрителя). Такая яркость зависит от потенции создателя и психологии зрительного восприятия.

## Яркость звуков
Кроме того, по грубой аналогии с визуальной яркостью, термин яркость используется также для характеристики звуковых тембров. По тембру различают звуки одинаковой высоты и громкости. Исследователи считают обертоновую окраску (или яркость) тембра, одним из сильнейших в восприятии различий между звуками, исполненными на различных инструментах, разными голосами, а также акустическое оформление музыкального звука — его высоту, громкость и длительность. При помощи тембра можно выделить тот или иной компонент музыкального целого, усилить или ослабить контрасты; изменение тембров — один из элементов музыкальной драматургии.